# Оренг
Оренг (на шведски: Årjäng, на шведски се изговаря по-близко до Орйенг, поради наличие на йотация има разлика между произношението и правописа) е град в западната част на централна Швеция, лен Вермланд. Главен административен център на едноименната община Оренг. Намира се на около 340 km на запад от столицата Стокхолм и на 95 km на запад от Карлстад. ЖП възел. Населението на града е 3228 жители според данни от преброяването през 2010 г.